# Winter in the Belly of a Snake
Winter in the Belly of a Snake es un álbum de Venetian Snares, editado en 2002 por Planet Mu.
El estilo de este álbum ha sido denominado "Glitch", consistiendo en multitud de breves clicks and cuts, y complejas estructuras percusivas, no obstante algunos temas más cortos se enmarcan en un sonido ambient, o noise suave.
Unas pocas piezas incluyen voces, por ejemplo el tema inicial "Dad", con la voz del mismo Aaron Funk, o "She", tema compuesto por Glenn Danzig.
La portada es obra del artista gráfico inglés Trevor Brown.

## Lista de temas
1. "Dad" – 3:59
2. "Stairs Song" – 5:51
3. "Tattoo" – 4:18
4. "Gottrahmen" – 3:07
5. "Suffocate" – 5:31
6. "January" – 4:05
7. "Crawlspace" – 0:23
8. "In Quod" – 6:38
9. "She" – 1:44
10. "Cashew" – 3:39
11. "Fraujäger" – 3:59
12. "Warm Body" – 1:24
13. "Sink Snow Angel" – 3:27
14. "Yes Love, My Soul Is Black" – 1:15
15. "Icosikaipent" – 8:41
16. "Earth" – 1:20